# Józef Taube
Józef Taube h. wł. (ur. 11 kwietnia?/23 kwietnia 1893 w Krasnogórce nad Bohem na Podolu, zm. 11 kwietnia 1971 w Warszawie) – podpułkownik kawalerii Wojska Polskiego, kawaler Orderu Virtuti Militari, senator IV kadencji.

## Życiorys
Urodził się w rodzinie Karola Hipolita Taube, barona h. wł. (1843–1917) i Anny Stanisławy Zbeszewskiej h. Topór (1863–1940). Jego rodzeństwem byli: Anna Franciszka (1886–1907), Karol Michał (1888–1940), Franciszek Ksawery (1890–1964), Artur (1894–1979), Janina po mężu Hordliczka (1896–1980).
W czasie I wojny światowej, po ukończeniu oficerskiej szkoły kawalerii, pełnił służbę w Armii Imperium Rosyjskiego. W 1917 roku został przyjęty do I Korpusu Polskiego w Rosji i pełnił w nim służbę w stopniu podrotmistrza. W maju 1918 roku, po rozwiązaniu korpusu, został członkiem Polskiej Organizacji Wojskowej na Ukrainie. Następnie pełnił służbę w 4 Dywizji Strzelców Polskich, z którą w 1919 roku powrócił do Polski.
W czasie wojny z bolszewikami dowodził szwadronem technicznym 3 pułku Ułanów Śląskich. Był dwukrotnie ranny. Od 29 lipca 1920 roku w szeregach 203 pułku ułanów (późniejszy 27 pułk ułanów) na stanowisku dowódcy 4 szwadronu. We wrześniu 1920 roku przeniesiony do sztabu pułku. Po zakończeniu wojny pozostał w 27 pułku ułanów do 1921 r. 3 maja 1922 roku został zweryfikowany w stopniu rotmistrza ze starszeństwem z dniem 1 czerwca 1919 roku i 125. lokatą w korpusie oficerów kawalerii. W 1923 roku pełnił obowiązki dowódcy II dywizjonu 3 pułku Ułanów Śląskich w garnizonie Tarnowskie Góry. W sierpniu 1926 roku został przeniesiony do 1 pułku szwoleżerów w Warszawie i przydzielony do 2 szwadronu samochodów pancernych na stanowisko dowódcy szwadronu. 12 kwietnia 1927 roku awansował na majora ze starszeństwem z dniem 1 stycznia 1927 roku i 15. lokatą w korpusie oficerów kawalerii. 5 listopada 1928 roku został przesunięty na stanowisko kwatermistrza 1 pułku szwoleżerów. 24 grudnia 1929 roku awansował na podpułkownika ze starszeństwem z dniem 1 stycznia 1930 roku i 19. lokatą w korpusie oficerów kawalerii. W 1930 roku pozostawał w dyspozycji szefa Departamentu Kawalerii Ministerstwa Spraw Wojskowych, pozostając oficerem nadetatowym 1 pułku szwoleżerów Józefa Piłsudskiego w Warszawie. 15 maja 1930 roku został wyznaczony na stanowisko dowódcy 1 dywizjonu samochodów pancernych w garnizonie Brześć. W sierpniu następnego roku dowodzona przez niego jednostka została przemianowana na 4 dywizjon pancerny, a w 1934 roku przeformowana w 4 batalion czołgów i samochodów pancernych.
We wrześniu 1935, w wyborach parlamentarnych uzyskał mandat senatora z województwa poleskiego.
W czasie kampanii wrześniowej służył w komendanturze obrony przeciwlotniczej m.st. Warszawy. Od 28 września 1939 roku przebywał w niewoli niemieckiej jako jeniec w Oflagu VII A w Murnau.
Do Polski powrócił 2 listopada 1946 r. Do emerytury pracował w Mostostalu. Zmarł 11 kwietnia 1971 roku w Warszawie. Pochowany na cmentarzu Powązkowskim w Warszawie (kwatera 158-5-30,31).
Jego żoną była od 1923 Irena Jeleniewska (1897–1986), a krewnymi: Karol Szymanowski, Jarosław Iwaszkiewicz oraz Henryk Jacek Schoen (dyrektor Teatru Bagatela).

## Ordery i odznaczenia
- Krzyż Srebrny Orderu Wojskowego Virtuti Militari nr 2803 (1921)[12]
- Krzyż Niepodległości (20 lipca 1932)[13]
- Krzyż Walecznych (czterokrotnie)
- Złoty Krzyż Zasługi (10 listopada 1928)[14]
- Medal Pamiątkowy za Wojnę 1918–1921[15]
- Medal Dziesięciolecia Odzyskanej Niepodległości[15]

## Galeria

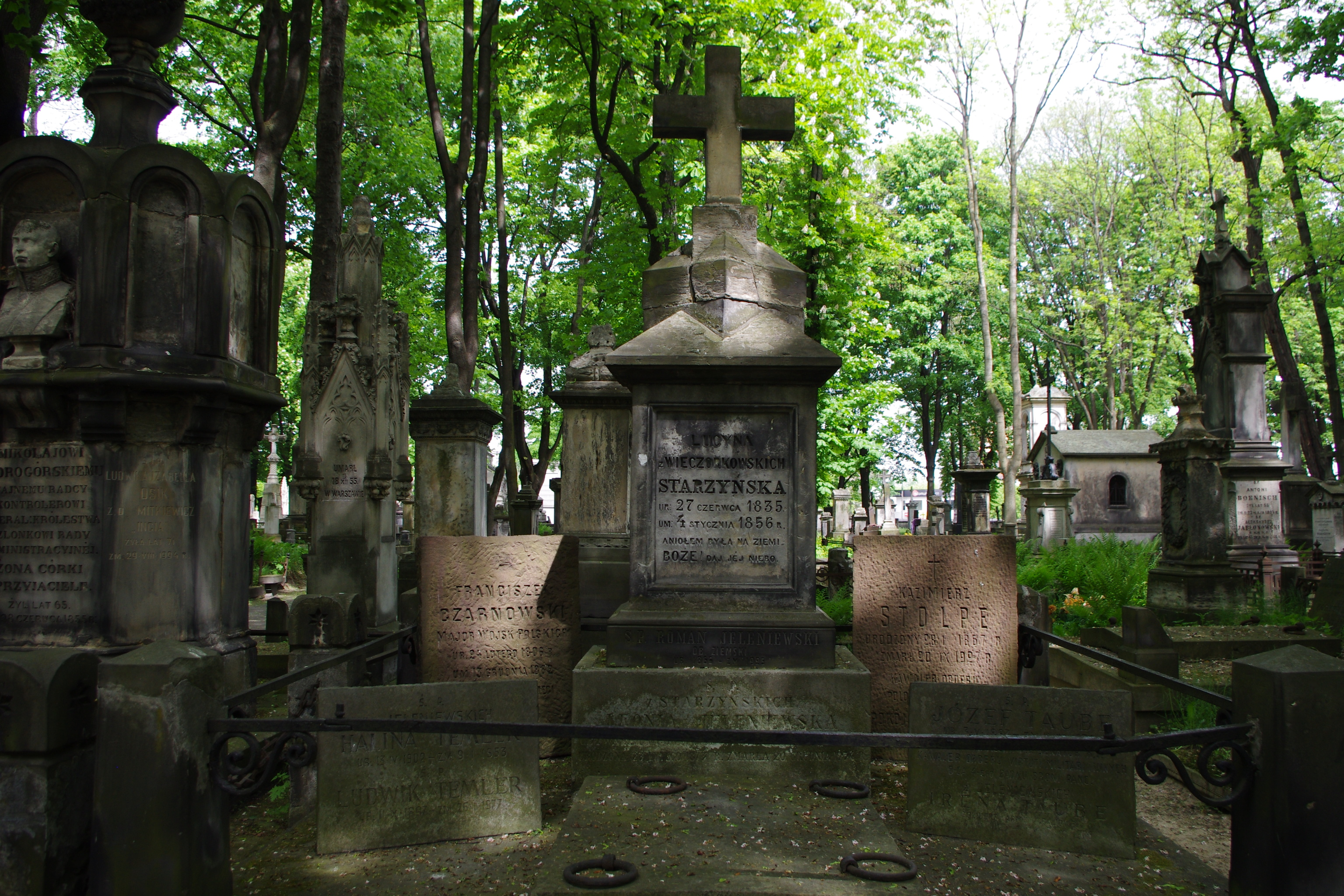
Grób polityka Józefa Taube na Starych Powązkach w Warszawie
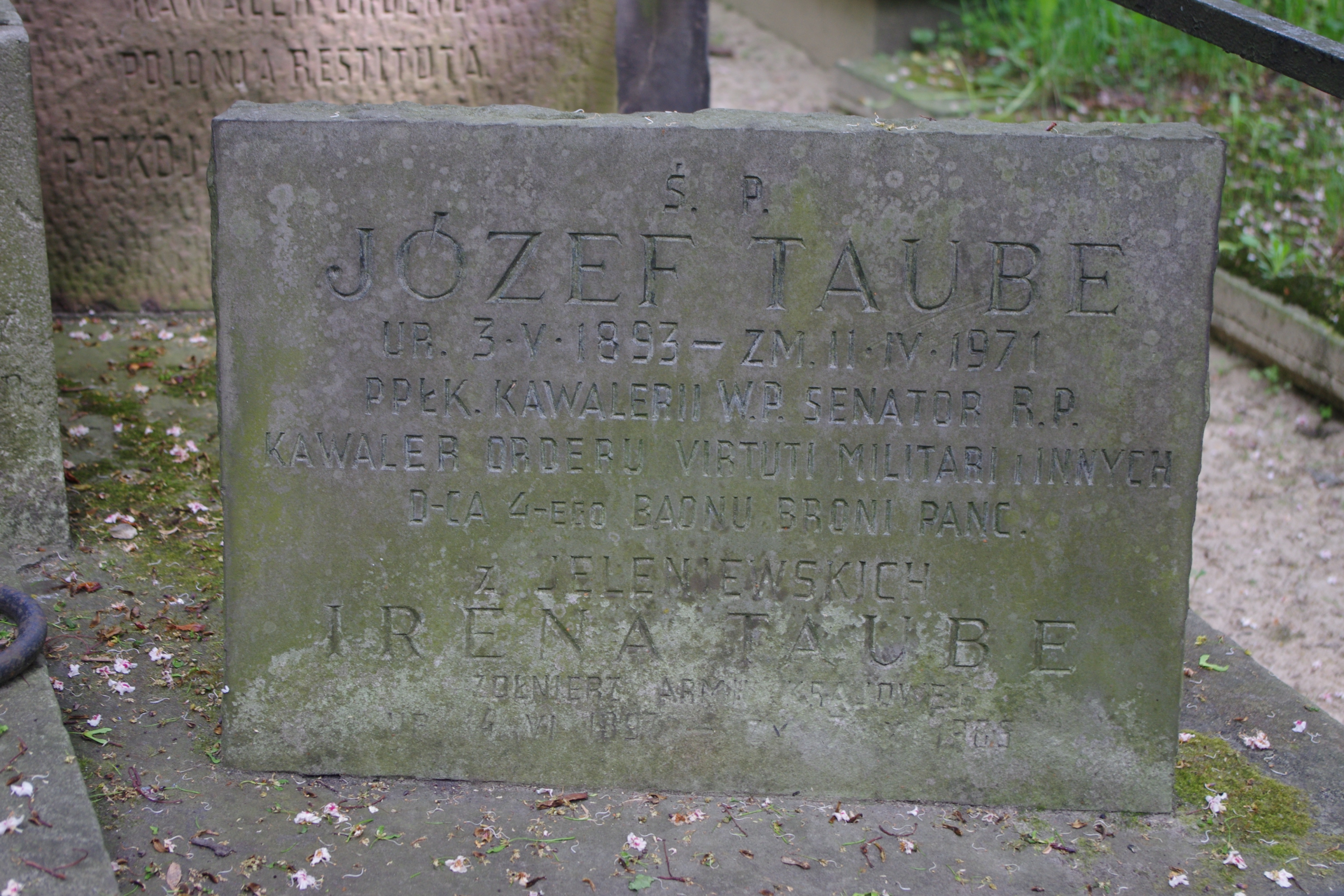
Grób polityka Józefa Taube na Starych Powązkach w Warszawie